# Subaru Ascent
Der Subaru Ascent ist ein Sport Utility Vehicle des japanischen Automobilherstellers Subaru, das in Nordamerika seit 2018 verkauft wird.

## Geschichte
Einen ersten Ausblick auf ein Fullsize-SUV über dem Forester zeigte Subaru auf der LA Auto Show im November 2016 mit dem Viziv-7 Concept. Mit dem Subaru Ascent SUV Concept wurde auf der New York International Auto Show im April 2017 ein weiteres Konzeptfahrzeug vorgestellt. Im Rahmen der LA Auto Show im November 2017 präsentierte Subaru das Serienfahrzeug. Dieses wird seit Mitte 2018 in Nordamerika verkauft. Auf anderen Märkten soll der Ascent nicht angeboten werden. Gebaut wird der Ascent in Lafayette (Indiana). Im Juni 2022 wurde eine überarbeitete Version der Baureihe präsentiert. Bereits zwischen 2005 und 2014 hatte Subaru mit dem Tribeca ein Midsize-SUV im Angebot.

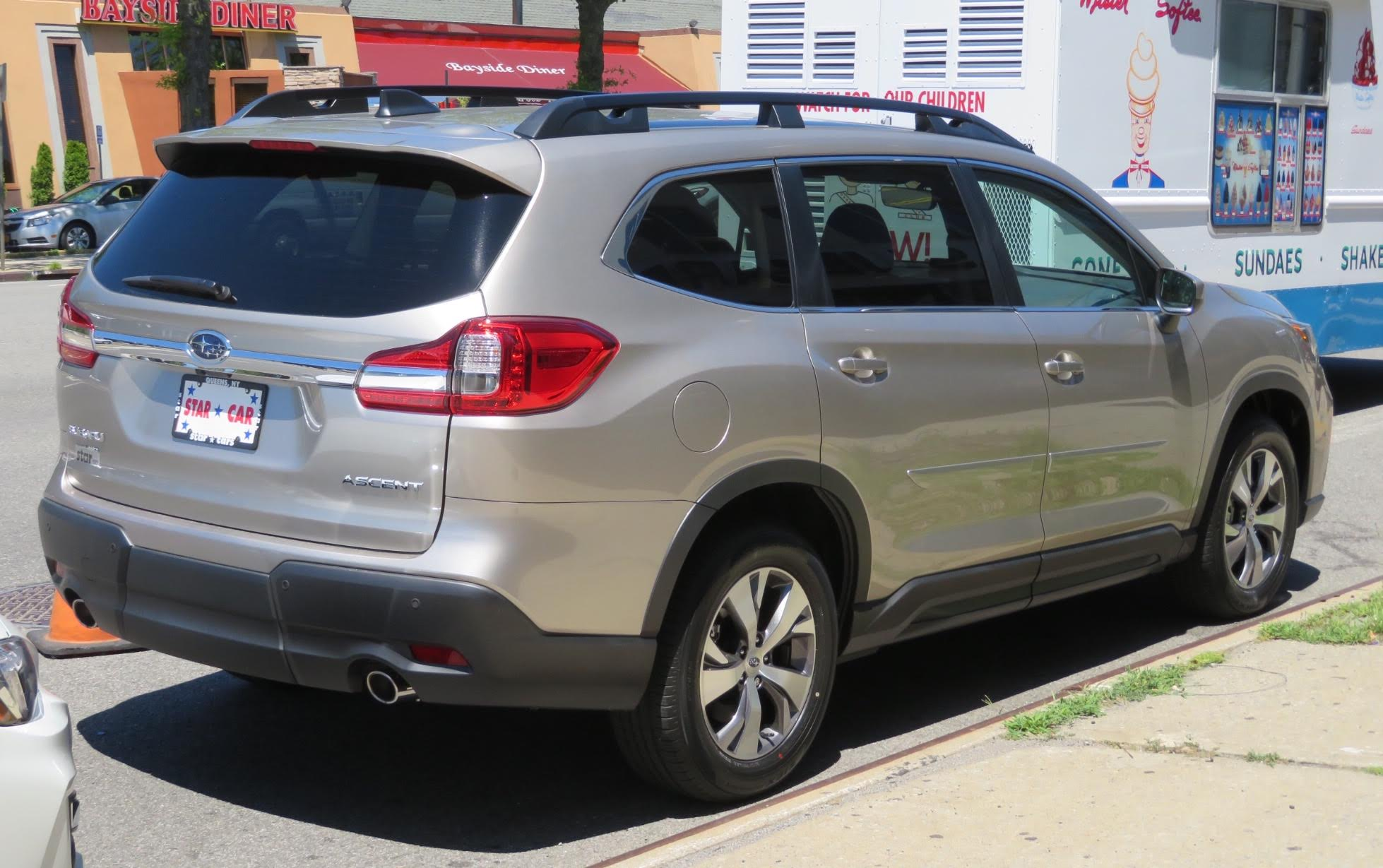
Heckansicht
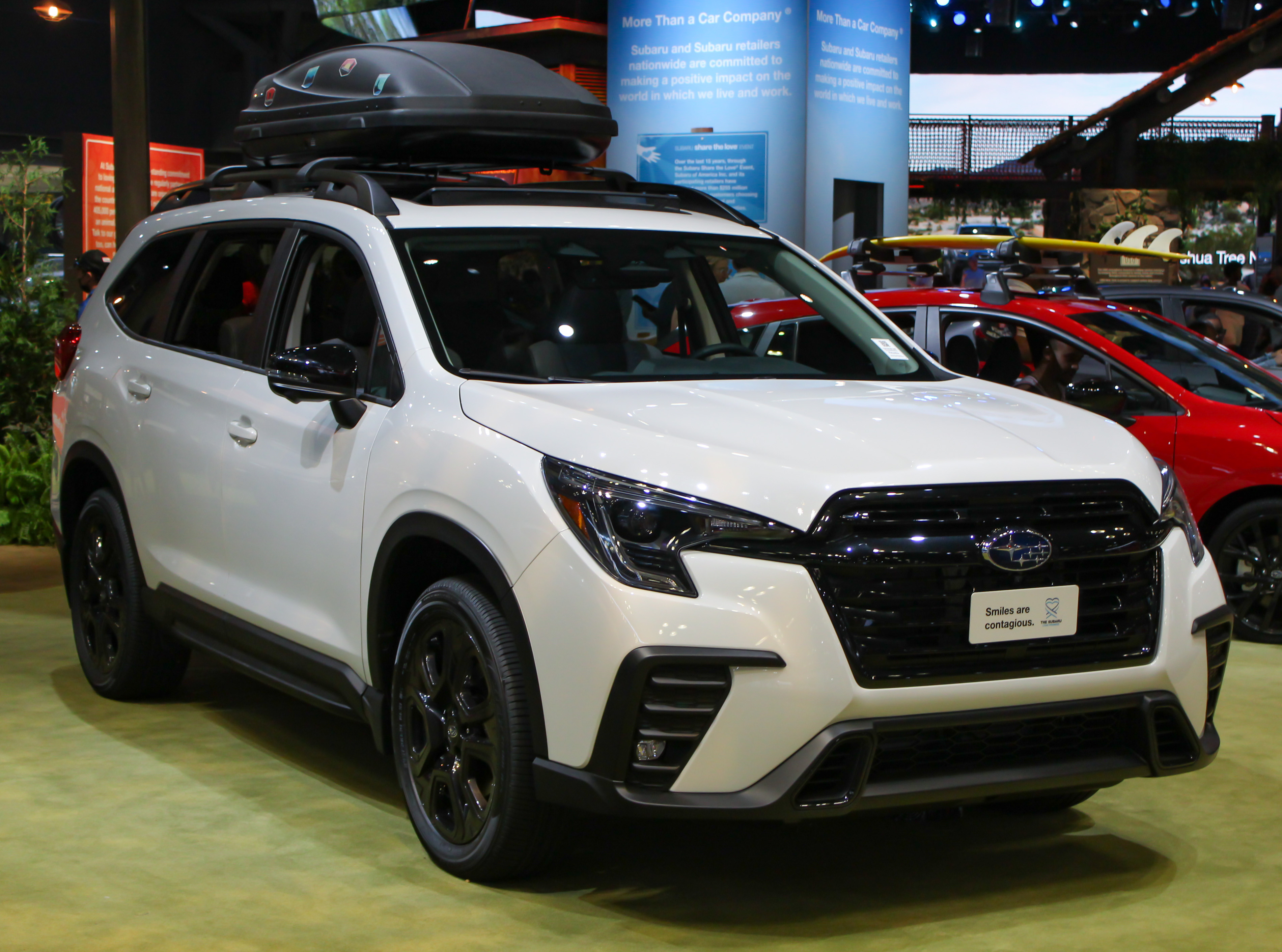
Subaru Ascent (seit 2022)
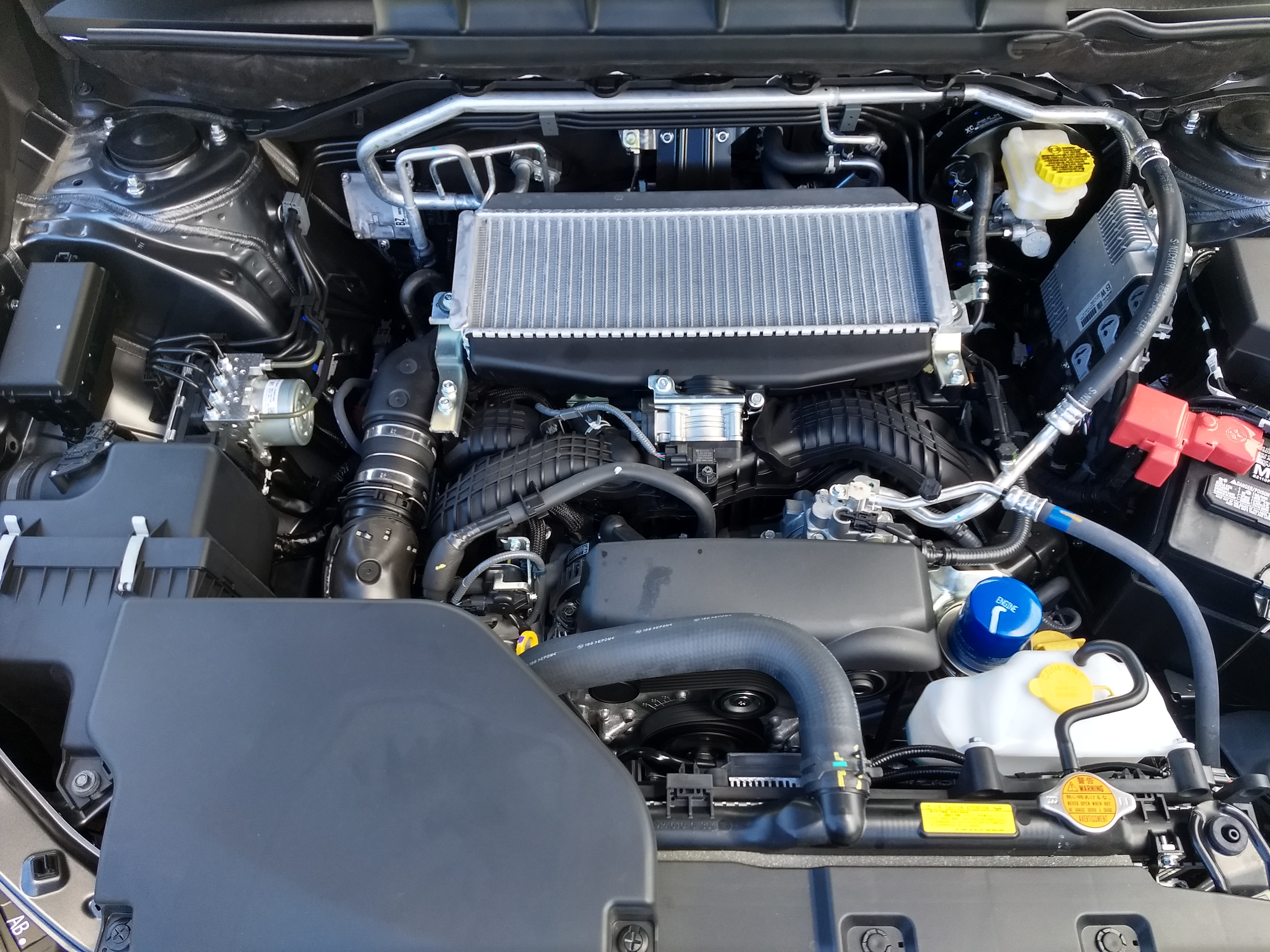
Motorraum

Da Schweißroboter aufgrund eines Software-Fehlers zwischen dem 16. und dem 25. Juli 2018 zeitweise Schweißpunkte und Schweißnähte bei der Produktion ausließen, mussten einige der in diesem Zeitraum insgesamt 293 gebauten Ascent verschrottet werden.

## Technik
Der Ascent baut auf der Subaru Global Platform auf, die 2016 mit der fünften Generation des Impreza eingeführt wurde. Er verfügt über Allradantrieb und wird von einem aufgeladenen 2,4-Liter-Boxermotor mit 194 kW (264 PS) und einem maximalen Drehmoment von 375 Nm angetrieben. Die Höchstgeschwindigkeit wird mit 208 km/h angegeben.
Erhältlich ist das SUV entweder mit sieben oder acht Sitzplätzen. Dabei sind für die zweite Sitzreihe entweder zwei Einzelsitze oder eine Dreierbank verfügbar.

### Technische Daten
| Kenngrößen                                  | 2.4                          |
| Bauzeitraum                                 | seit 2018                    |
| Motorkenndaten                              |                              |
| Motortyp                                    | 4-Zylinder-Boxer-Ottomotor   |
| Motoraufladung                              | Turbolader                   |
| Hubraum                                     | 2387 cm³                     |
| max. Leistung                               | 194 kW (264 PS) bei 5600/min |
| max. Drehmoment                             | 375 Nm bei 2000–4800/min     |
| Kraftübertragung                            |                              |
| Antrieb, serienmäßig                        | Allradantrieb                |
| Getriebe, serienmäßig                       | Lineartronic                 |
| Messwerte                                   |                              |
| Höchstgeschwindigkeit                       | 208 km/h                     |
| Beschleunigung, 0–100 km/h                  | 7,7 s                        |
| Kraftstoffverbrauch auf 100 km (kombiniert) | k. A.                        |
| CO2-Emission (kombiniert)                   | k. A.                        |
| Abgasnorm nach EU-Klassifikation            | k. A.                        |
| Tankinhalt                                  | 73 l                         |